# Li Yanfeng
Li Yanfeng, née le 15 mai 1979 dans le Heilongjiang, est une athlète de compétitions chinoise spécialisée dans le lancer du disque.

## Carrière
Elle se distingue lors de la saison 2002 en remportant le concours du disque des Championnats d'Asie de Colombo, deux ans après avoir décroché la médaille de bronze lors de l'édition 2000, en réalisant un lancer à 60,06 m. La même année, elle se classe quatrième de la Coupe du monde des nations (59,89 m) en tant que représentante de l'équipe d'Asie. 
La Chinoise conserve son titre continental lors des Championnats d'Asie de 2003 où elle atteint la marque de 61,87 m. Elle participe à sa première compétition olympique en 2004 à l'occasion des Jeux olympiques d'Athènes où elle termine neuvième de la finale avec 61,05 m. 
Absente en 2006, Li Yanfeng ne parvient pas à remporter sa troisième couronne continentale consécutive. En effet, en 2007, lors des Championnats d'Asie d'Amman, elle s'incline face à sa compatriote Xu Shaoyang (61,13 m contre 61,30 m). L'année suivante, elle termine septième de la finale des Jeux olympiques de Pékin avec un jet à 60,68 m.
En 2010, la Chinoise s'adjuge le titre de la première édition de la Coupe continentale d'athlétisme, à Split, en établissant un nouveau record personnel avec 63,79 m. Elle conclut sa saison en remportant à Canton la finale des Jeux asiatiques (66,18 m) devant sa compatriote Song Aimin.
Li Yanfeng porte son record personnel à 67,98 m le 5 juin 2011 lors de la réunion de Schönebeck. Le plus grand succès de sa carrière intervient à l'occasion des Championnats du monde de Daegu où elle s'assure le titre planétaire après avoir réalisé 66,52 m à son deuxième essai. Elle devance l'Allemande Nadine Müller et la Cubaine Yarelys Barrios.
Aux Jeux olympiques de 2012, initialement troisième du lancer du disque, elle est reclassée deuxième après la disqualification pour dopage de la Russe Darya Pishchalnikova,.

## Palmarès
| Date | Compétition                | Lieu    | Résultat | Marque  |
| ---- | -------------------------- | ------- | -------- | ------- |
| 2000 | Championnats d'Asie        | Jakarta | 3e       | 57,52 m |
| 2001 | Universiade                | Pékin   | 2e       | 60,50 m |
| 2002 | Championnats d'Asie        | Colombo | 1re      | 60,06 m |
| 2002 | Coupe du monde des nations | Madrid  | 4e       |         |
| 2003 | Championnats d'Asie        | Manille | 1re      | 61,87 m |
| 2003 | Universiade                | Daegu   | 2e       | 61,12 m |
| 2004 | Jeux olympiques            | Athènes | 9e       | 61,05 m |
| 2007 | Championnats d'Asie        | Amman   | 2e       | 61,13 m |
| 2008 | Jeux olympiques            | Pékin   | 6e       | 60,68 m |
| 2010 | Coupe continentale         | Split   | 1re      | 63,79 m |
| 2010 | Jeux asiatiques            | Canton  | 1re      | 66,18 m |
| 2011 | Championnats du monde      | Daegu   | 1re      | 66,52 m |
| 2012 | Jeux olympiques            | Londres | 2e       | 67,22 m |

### Records
| Épreuve          | Performance | Lieu       | Date        |
| ---------------- | ----------- | ---------- | ----------- |
| Lancer du disque | 67,98 m     | Schönebeck | 5 juin 2011 |